# 側牙視星鯰
側牙視星鯰，為輻鰭魚綱鯰形目視星鯰科的其中一種，為熱帶淡水魚，分布於南美洲梅塔河上游流域，體長可達8公分，棲息在底層水域，生活習性不明。

## 扩展阅读
1. ↑  Mesa-Salazar, L.; Sanchez-Duarte, P.; Lasso, C. . The IUCN Red List of Threatened Species. 2016, 2016: e.T49830169A61473803  [12 November 2021]. doi:10.2305/IUCN.UK.2016-1.RLTS.T49830169A61473803.en .

 維基物種上的相關：側牙視星鯰